# 秦出子
秦出子（前708年—前698年），嬴姓，《汉书·卷二十·古今人表》记载名曼，春秋时期秦国君主。秦憲公少子，秦武公、秦德公之弟，在位6年。

## 生平

### 继位
前704年，秦宪公去世，大庶长弗忌、威垒和三父废太子秦武公，立秦出子继位。
前702年，秦国将芮伯万护送回芮国。

### 去世
前698年，弗忌、威累、三父派刺客在鄙衍杀害秦出子。秦出子死后葬于衙县（今陕西省白水县彭衙村一带），三庶长拥立原太子秦武公继位。
前695年，秦武公追究三父等人谋害秦出子之罪，杀之并灭其三族。